# Medovarce
Medovarce és un poble i municipi d'Eslovàquia. Es troba a la regió de Banská Bystrica. La primera menció escrita de la vila es remunta al 1156.

## Demografia
| Godina             | 1994 | 2004  | 2014   | 2024   |
| ------------------ | ---- | ----- | ------ | ------ |
| Nombre de persones | 250  | 247   | 238    | 218    |
| Diferència         |      | −1,2% | −3,64% | −8,40% |

| Godina             | 2023 | 2024   |
| ------------------ | ---- | ------ |
| Nombre de persones | 216  | 218    |
| Diferència         |      | +0,92% |